# Gulickia alexandri
Gulickia alexandri е вид коремоного от семейство Achatinellidae. Видът е критично застрашен от изчезване.

## Разпространение
Разпространен е в САЩ (Хавайски острови).